# CEE-Stromverteilung

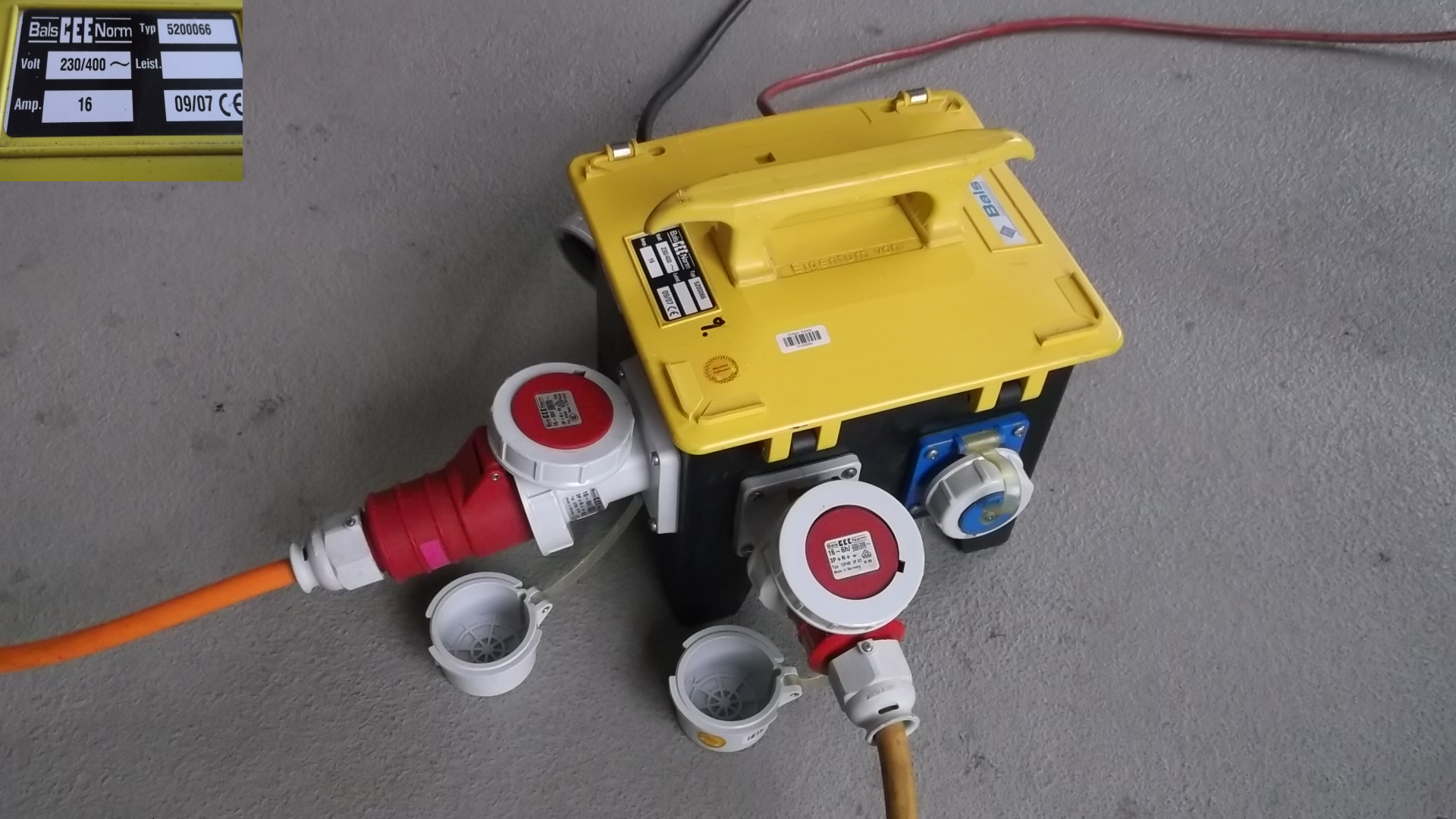
CEE-Verteilerkasten mit Schutzschalter und IP67 Steckvorrichtungen

Eine CEE-Stromverteilung wird benutzt, um mehrere Verbraucher an einem Drehstromanschluss, umgangssprachlich auch Starkstromanschluss genannt, mit Stecksystemen nach IEC 60309 zu betreiben (vgl. den Artikel zu dieser Norm auch für die Herkunft der Abkürzung CEE).
Die CEE-Stromverteilung ist ein elektrischer Verteiler.

## Anschluss und Aufbau

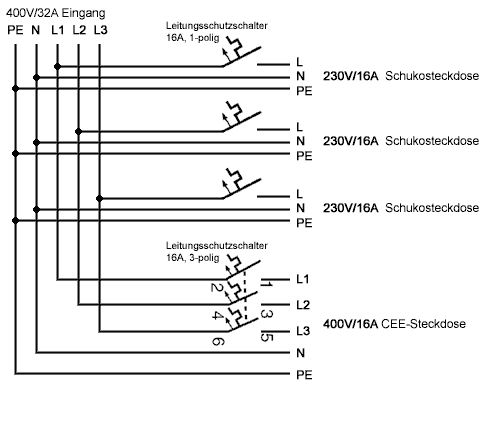
Prinzipschaltung CEE-Verteilung ohne FI-Schalter

Meist bieten mobile CEE-Stromverteilungen mehrere Anschlussmöglichkeiten:
- CEE-Drehstromsteckverbinder verschiedener Stromstärken (16 A, 32 A, 63 A, 125 A)
- CEE-Wechselstromsteckverbinder (16 A, 32 A)
- Haushaltssteckdosen (z. B. Schuko mit 230 V 16 A oder SEV 1011 Typen 13, 15, 23 oder 25)

Jeder Abgang muss entsprechend seiner Belastbarkeit abgesichert sein, um die angeschlossenen Leitungen vor Überlastung zu schützen. Dabei kann eine CEE-Stromverteilung mit Leitungsschutzschaltern für die entsprechend zulässigen Stromstärken jedes Abgangs sowie auch mit zusätzlichen Fehlerstromschutzschaltern (FI) zum Personenschutz von Abgängen ausgestattet sein. Ist der Personenschutz durch den Anschluss (Speisung) nicht gegeben, so ist der FI verpflichtend einzubauen, wenn laienbedienbare Steckverbindungen mit einem Nennstrom bis 16A verbaut sind.
Im Regelfall überschreiten die summierten Nennströme der Abgänge den Gesamtanschlusswert. Da jedoch die Wahrscheinlichkeit sehr gering ist, dass an allen Abgängen gleichzeitig der Nennstrom zur Verfügung gestellt werden muss, werden in der Elektroinstallationstechnik Gleichzeitigkeitsfaktors eingesetzt und gegebenenfalls mit angegeben. Überschreitet die vom Verteiler abzugebende Leistung die über die Zuleitung verfügbare, so muss der Überlastungsschutz der vorgelagerten Absicherung auslösen.
Bei einer Stromverteilung mit Drehstromeingang werden meist die CEE-Wechselstrom und Schukosteckdosen auf die drei Außenleiter aufgeteilt, um eine symmetrische Lastaufteilung zu erreichen. Eine Überlastung des Verteilers wird durch Vorhandensein eines Überstromschutzorgans der Speisesteckdose verhindert. Wird ein CEE-Stromverteiler auf Baustellen eingesetzt, wird dieser umgangssprachlich als Baustromverteiler bezeichnet und wird oft im Außenbereich zusätzlich zum grün-gelben Schutzleiter des Kabels lokal mit einem Staberder geerdet.

## Anwendungsbereiche

### Beleuchtung

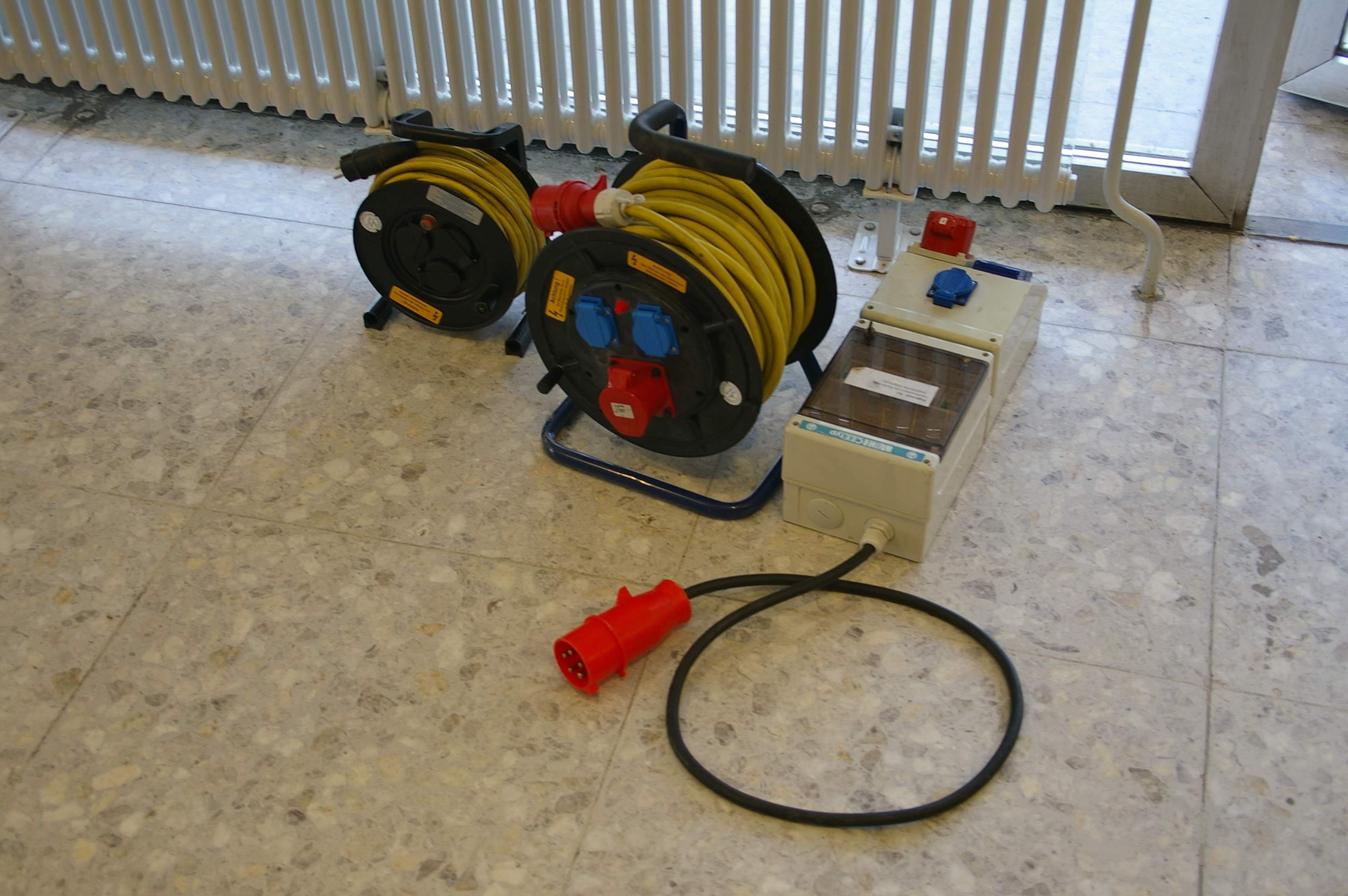
Mobile CEE- und Schuko-Verteiler

Ein Anwendungsfall sind Beleuchtungsaufgaben bei Film- oder Fernsehproduktionen. Wenn beispielsweise für nächtliche Dreharbeiten mit Außenaufnahmen beim Film oder für Fernsehübertragungen oder Fernsehaufzeichnungen in Kirchen, bzw. Hallen o. ä. zum Teil große, in jedem Fall viele Beleuchtungseinheiten benötigt werden und in der Regel auch die Stromversorgung eines oder mehrerer Übertragungswagen mit Regiepult, Monitoren, Kamera- und Tontechnik (evtl. eines separaten Ton-Ü-Wagens), eines Schnittmobils und auch eines Sat-Sendewagens gewährleistet sein muss, sind größere Leistungen erforderlich, die – von einer Quelle ausgehend – unterverteilt werden müssen.
Diese besteht in der Regel aus einem dreiphasigen Hauptanschluss mit 63 Ampere (entsprechend etwa 43,6 Kilowatt bei 400 V), oder einem Stromaggregat, darauf folgen dann Haupt- und Unterverteilungen, bis hin zu Verteilern mit 10 A oder 16 A. Die heutigen CEE-Stromverteilungen aus Kunststoffen sind deutlich leichter als die bis in die 1970er Jahre eingesetzten metallenen Verteilerkästen.

### Havarieeinsätze

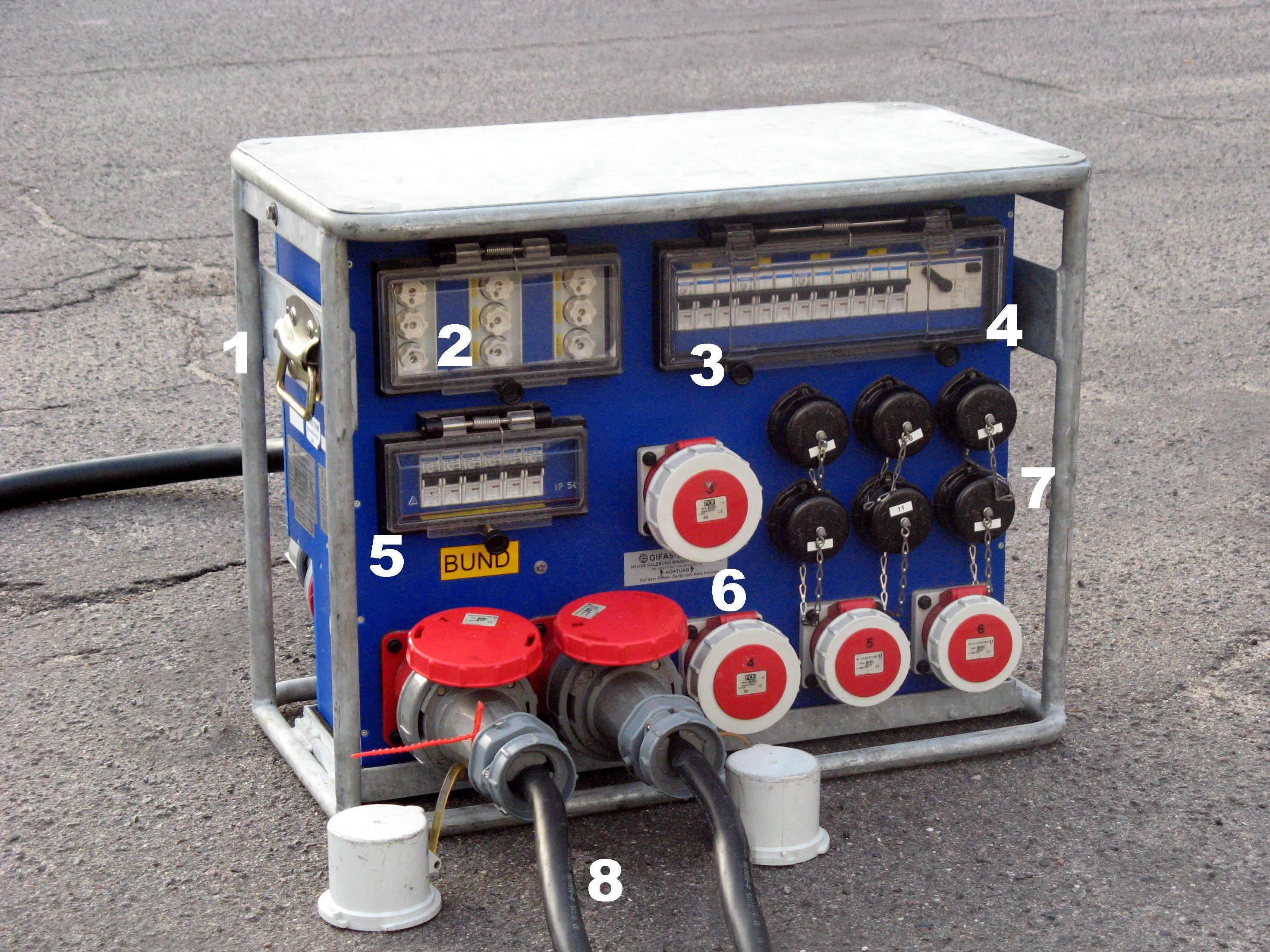
Beispiel für einen Verteiler
1: Tragegriff
2: Neozed-Schmelzsicherungen
3: 3-polige Leitungsschutzschalter
4: Fehlerstrom-Schutzschalter
5: 1-polige Leitungsschutzschalter
6: CEE-Anschlußdosen (mit Deckeln verschlossen)
7: 230V-Steckdosen (mit Deckeln verschlossen)
8: Gummischlauchleitung als Zu- und Versorgungsleitung

Ein weiteres Einsatzfeld für diese Verteilerkombinationen sind Havarieeinsätze von Feuerwehr und Technischem Hilfswerk zum vorübergehenden Anschluss von Hilfsgeräten und Beleuchtung.

### Baustromverteiler

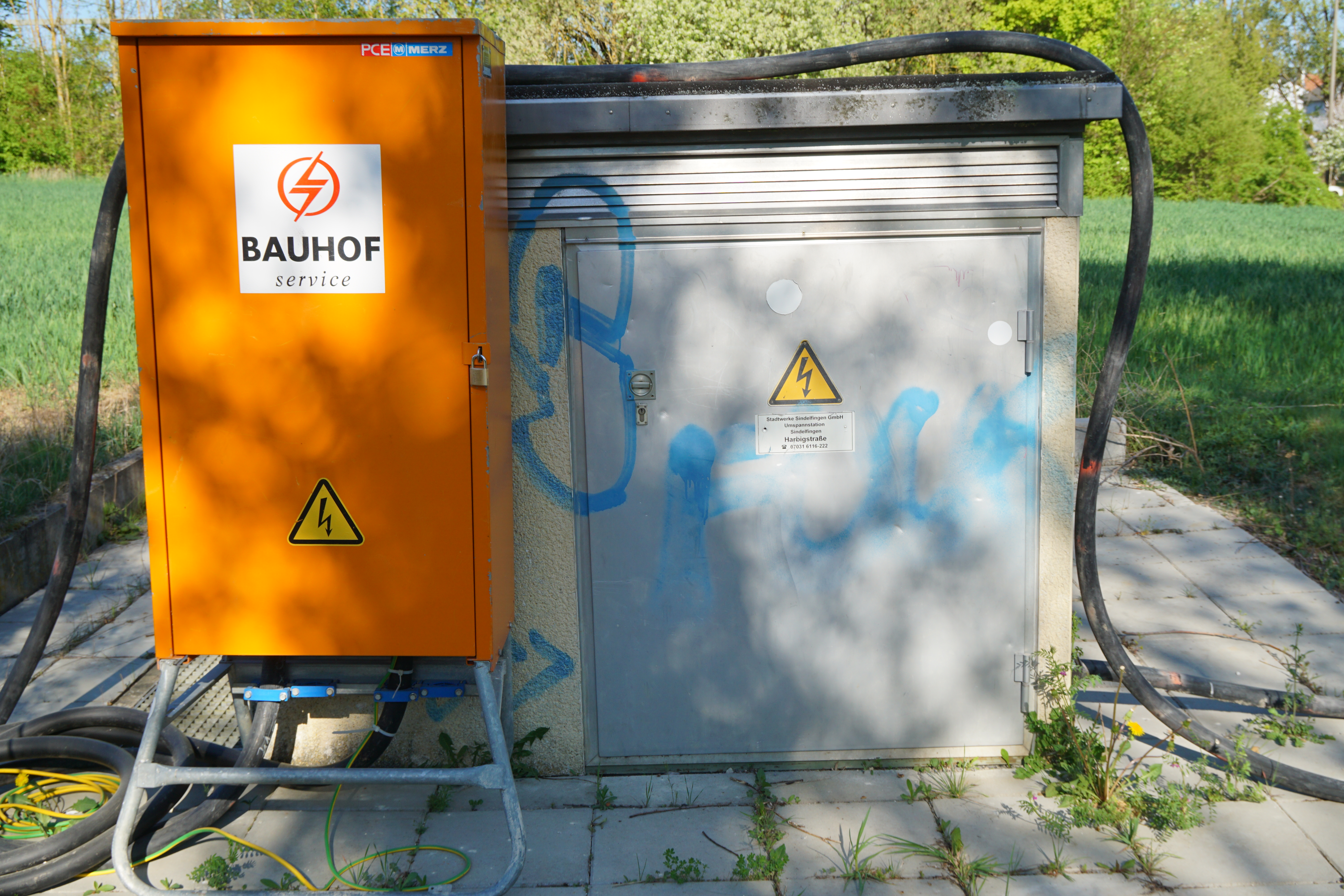
Baustromverteiler an einer Trafostation mit Erderanschluss

CEE-Verteiler kommen oft auf Baustellen und industriellen Umbauprojekten als eine mobile Schalt- und Anschlusseinrichtung für die Stromversorgung während der Baustellentätigkeit zum Einsatz. Oft enthält ein Baustromverteiler auch einen oder mehrere Stromzähler. Die Zuleitungskabel werden provisorisch verlegt, beispielsweise als ein 5-adriges flexibles Kabel auf der Erde, auf Stützen oder sie werden über provisorische Kabel-Brücken über Zufahrtswegen zur Baustelle hinweg geführt.